# Занеруссовский
Занеру́ссовский — посёлок в Дмитровском районе Орловской области. Входит в состав Друженского сельского поселения. Постоянное население — 203 человека (2010 год).

## Этимология
Получил своё название из-за своего расположения за рекой Неруссой относительно районного центра — Дмитровска.

## География
Расположен в центральной части района, в 4 км к северо-западу от Дмитровска. С районным центром посёлок соединяет бетонная автомобильная дорога. С севера и востока Занеруссовский окружён лесом — урочищем Кудрявское. На юго-западной окраине посёлка находятся пруд и небольшой ручей — приток Неруссы. Ближайший населённый пункт — деревня Аношинка расположена за этим ручьём.

## История
До Великой Отечественной войны на месте нынешнего посёлка было 5 домов при Бородинской машинного-тракторной станции. По мере укрупнения МТС, появились мастерские, гаражи, началось возведение четырёх двухэтажных домов. В 1959 году МТС была реорганизована, а на её базе создана ПМК-5 «Орёлмелиорация». Как самостоятельный населённый пункт Занеруссовский был зарегистрирован 20 июня 1969 года. Изначально входил в состав Рублинского сельсовета, после упразднения которого был передан в Друженский сельсовет. В 1980-е годы в посёлке проживало около 250 человек. До конца 1990-х годов в Занеруссовском действовали детский сад и школа. По состоянию на 2012 год в посёлке проживает 95 семей, всего 130 человек.

## Население
| 1979 | 2002 | 2010 |
| ---- | ---- | ---- |
| 255  | ↘216 | ↘203 |

## Экономика
Основная часть населения посёлка работала на ПМК-5, Аношинской молочно-товарной ферме, ТНВ «Дружно». В настоящее время эти организации не действуют.

## Улицы
В посёлке 3 улицы:
- Заречная
- Лесная
- Молодёжная

## Памятники истории
В центре посёлка установлен обелиск на месте захоронения пяти санитарок, погибших в октябре 1941 года в боях Великой Отечественной войны. Памятник установлен в 1985 году.